# Euclichthys polynemus
Famille
Genre
Espèce
Euclichthys polynemus est une espèce de poissons abyssaux, la seule du genre Euclichthys lui-même unique représentant de la famille des Euclichthyidae dans l'ordre des Gadiformes.